# 奥洛龙河
奧洛龙河（法語：Gave d'Oloron，法語發音：[ɡav dɔlɔʁɔ̃]）是法国新阿基坦大区大西洋比利牛斯省与朗德省的河流，长约100千米，于奥洛龙-圣玛丽由阿斯普河与奥索河汇流而成，于佩尔奥拉德与波河汇流为雷于尼河。

## 外部連結
- http://www.geoportail.fr（页面存档备份，存于）
- The Gave d'Oloron at the Sandre database